# Революционна гвардия (Иран)
Вижте пояснителната страница за други значения на Гвардия.
Ислямският революционен гвардейски корпус (на персийски: سپاه پاسداران انقلاب اسلامی Сепах-е Пасдаран-е Енгелаб-е Еслами, в превод: Армия на пазителите на ислямската революция), накратко „Пасдаран“ или Революционна гвардия, е създаден през 1979 г. броени месеци след ислямската революция в Иран. Основна цел еда защитава новата система от външни и вътрешни врагове и да брани революционните ценности, което и дава мандат да се изявява, когато системата е заплашена.
Тя отговаря единствено и то пряко пред върховния духовен лидер – първо аятолах Рухолах Хомейни (до 1989), сега аятолах Али Хаменеи. Гвардията контролира доброволческите милиции „Басидж“, прочули се по време на Ирано-иракската война от 80-те години с човешките си вълни срещу вражеските линии и потушаването на протестите, последвали президентските избори през 2009 година. Басиджите, наброяващи около милион, днес са и своеобразна морална паравоенна полиция.
Гвардията, включена от САЩ в списъка на организациите, подкрепящи тероризма, разполага със специален корпус за операции зад граница, наречен „Кудс“ (Ерусалим). Той е опора на радикални ислямистки групи в Ирак, на Хизбула в Ливан, Афганистан и др. Революционната гвардия наброява около 125 000 души и има сухопътни, военноморски и военновъздушни части. Командването ѝ е независимо от иранската армия. Гвардията контролира ракетната програма на страната и се предполага, че има достъп и до ядрената.
От 2001 година, Революционната гвардия, която постепенно навлезе в политиката и най-вече в икономиката, използвайки добре факта, че настоящият държавен глава Махмуд Ахмадинеджад е излязъл от нейните редици, и през последвалите години разгърна мащабна икономическа и политическа мрежа, която прониква във всички сфери на живота в Иран. Според някои анализатори Гвардията разполага и с мрежа от лечебни заведения, а се смята, че контролира и неясен брой неофициални пристанища, които ползва за контрабанден внос на потребителски стоки на черния пазар. По време на първия президентски мандат на Ахмадинеджад почти всички държавни поръчки в сферата на добива на газ и петрол, селското стопанство и други важни сектори отиват при компании, контролирани от гвардията. Между тях е и държавната поръчка за разширяването на метрото в иранската столица Техеран, на стойност 2,4 милиарда долара. 
През юни 2009 година ген. Ядола Джавани, шеф на политическия отдел на гвардията, заяви, че с намесата си по време на протестите, последвали президентските избори през 2009 гвардейците са предотвратили „опит за сваляне на ислямското управление“. „Прогнозирахме опит за кадифена революция, но той беше неутрализиран поради нашата бдителност“, обяви генералът.